# Corriganville
Corriganville est une communauté non incorporée du comté d'Allegany, dans l’État du Maryland, aux États-Unis. Sa population s’élevait à 455 habitants lors du recensement de 2010.